# Академия русского балета имени А. Я. Вагановой
Академия русского балета имени А. Я. Вагановой (до 1991 года — Ленинградское ордена Ленина и ордена Трудового Красного Знамени академическое хореографическое училище имени А. Я. Вагановой) — одна из старейших балетных школ мира, с именем которой тесно связаны расцвет и всемирное признание русской балетной школы. Находится в центре Санкт-Петербурга, на улице Зодчего Росси.
Имя Агриппины Вагановой — артистки балета, балетмейстера и педагога, основоположницы теории русского классического балета, присвоено учебному заведению в 1957 году.

## История
Танцевальная школа основана в Санкт-Петербурге российской императрицей Анной Иоанновной 4 мая 1738 года, как «Танцо́вальная Ея Императорского Величества школа». Инициатором создания выступил французский танцмейстер Жан-Батист Ланде. В специально оборудованных комнатах Зимнего дворца он начал обучение 12 русских мальчиков и девочек.
В 1766 году императрица Екатерина II, любившая театр и отдававшая ему немало времени, учредила дирекцию придворных театров (до этого дворцовые развлечения напрямую подчинялись придворной конторе). Первым директором «по спектаклям и музыке придворной» стал И. П. Елагин. В 1779 году он вместе со своим помощником Бибиковым[уточнить] составил и представил на подпись императрице «Стат всем к театрам и к камер и к бальной музыке принадлежащим людям» — перепись, которой определялись все заведения, относящиеся к театральной дирекции (итальянская опера и камер-музыка; балет; бальная музыка; французский театр; российский театр; принадлежащие к театру люди и мастеровые), назначались пенсии артистам, а также утверждалась Императорская театральная школа.
До учреждения школы, позднее получившей название Императорского театрального училища, на придворной сцене кроме иностранных и крепостных артистов также играли воспитанники и выпускники Шляхетского корпуса, которые после того, как в 1766 году их руководителем стал И. И. Бецкой, учились музыке, танцам, писали стихи и играли комедии, а также одарённые к театру воспитанники организованного в 1770 году Бецким Петербургского воспитательного дома — филиала Московского воспитательного дома, основанного тем же Бецким в Москве в 1763 году (на его базе позднее зародилась московская балетная школа).
В конце 1870-х годов на Каменном острове, рядом с Каменноостровским театром, по проекту инженера В. В. Николя были построены дом для управляющего училищем и вторая дача для воспитанниц (после революции, в 1919—1920 годах, весь театральный городок был разобран).
После Октябрьской революции 1917 года училище было расформировано и из него было выделено два учебных заведения — балетное, ставшее хореографическим училищем, и драматическое — Школа актёрского мастерства (ШАМ, ныне Российский государственный институт сценических искусств). Отделения, ранее готовившие для других театральных профессий воспитанников, показавших недостаточные способности к артистической карьере, были ликвидированы.
В 1921 году балетное училище получило в пользование бывшую царскосельскую дачу З. И. Юсуповой — загородная вилла использовалась для летнего отдыха воспитанниц до 1933 года.
В 1922 году балетное училище вместе с Училищем (бывшей школой) актёрского мастерства, Институтом ритма, Курсами мастерства сценических постановок при Наркомпросе и Драматической школой СОРАБИСа вошло в подчинение Института сценических искусств (ИСИ), в 1926 году переименованного в Техникум сценических искусств (ТСИ), а в 1936 году преобразованного в Центральное театральное училище (ЦТУ), объединившее все средние театральные учебные заведения при ленинградских театрах. Вслед за изменениями подчинённости свои названия меняла и балетная школа: в 1928 году она стала называться Ленинградским хореографическим техникумом, в 1937 году — Ленинградским хореографическим училищем.
В 1957 году училищу было присвоено имя педагога, автора книги «Основы классического танца» Агриппины Вагановой (1879—1951), в 1961 году оно стало академическим.
В 1991 году училище преобразовано в Академию русского балета. В 1995 году Академия имени А. Я. Вагановой была включена в Государственный свод объектов особо ценного культурного наследия.
С 2011 года преподаватели Академии проводят в городе Миккели в Финляндии международные курсы балетного мастерства.
В 2016 году анонсировалось открытие филиала Академии русского балета во Владивостоке, где работает Приморская сцена Мариинского театра, однако там был открыт филиал Московской государственной академии хореографии.
С 1991 года Академия выпускает «Вестник АРБ»; с 2016 года выпускает журнал молодой балетной критики «Каданс» (главный редактор — Анастасия Клобукова). Также Академия публикует труды по методике и истории петербургского балета.

## Структура образования
Академия даёт подготовительное, среднее и высшее профессиональное образование в области искусства хореографии.
Предметы по квалификации «артист балета» включают в себя классический, характерный, историко-бытовой, дуэтно-классический и современный танец, актёрское мастерство, хореографическое наследие. Дети также изучают сольфеджио и основы игры на музыкальном инструменте, историю музыки, театра, изобразительного и хореографического искусства, историю и культуру Санкт-Петербурга, анатомию и физиологию человека.
Общеобразовательные предметы основного образования преподаются с учётом профиля учебного заведения. Сценическая практика проходит как в школьном Театре имени Александра Ширяева, так и на сцене Мариинского театра.
В середине 2000-х годов исполнительский факультет был разбит на две ступени: бакалавриат и магистратуру. В 2003 году была основана аспирантура.
Помимо подготовки исполнителей, Академия даёт высшее образование педагогам, балетмейстерам, балетоведам и концертмейстерам балета.

## Руководство
Художественными руководителями училища (с 1991 года — Академии русского балета) были такие видные деятели петербургского балета, как Николай Ивановский, Игорь Бельский, Алтынай Асылмуратова (2000—2013).
Начиная с 2004 года ректором академии, выполняющим хозяйственные функции, была Вера Дорофеева. 28 октября 2013 года было объявлено, что на этой должности её сменит премьер Большого театра Николай Цискаридзе, одновременно художественным руководителем школы назначалась прима-балерина Мариинского театра Ульяна Лопаткина. 4 ноября 2013 года педагоги академии и артисты балета Мариинского театра обратились в Министерство культуры РФ с письмом, в котором требовали пересмотреть решение о назначении Николая Цискаридзе на должность ректора и Ульяны Лопаткиной на должность художественного руководителя.
В начале декабря 2013 года первым проректором и художественным руководителем академии стала её выпускница, балерина Жанна Аюпова. Николай Цискаридзе, несмотря на протесты, остался на должности и. о. ректора. В 2014 году избран ректором учебного заведения.

## Музей
В 1957 году по инициативе М. Х. Франгопуло был основан школьный музей, в коллекции которого находятся книжные раритеты, картины, афиши, фотографии, театральные костюмы и балетные туфли, принадлежавшие знаменитым выпускникам, и прочие экспонаты, связанные с историей петербургского балета. Коллекция музея насчитывает более 15 тысяч экспонатов. В настоящее время музей функционирует как Мемориальный кабинет истории отечественного хореографического образования, доступ к коллекции которого возможен только для учащихся и сотрудников академии.

## Церковь
Православная церковь во имя Святой Троицы действовала в здании училища начиная с 1806 года. В 2000-х годах церковные службы были возобновлены.